# Appelbach
Der Appelbach, auch die Appel genannt, ist ein 39,6 Kilometer langer, rechter Nebenfluss der Nahe in Rheinland-Pfalz.

## Geographie

### Verlauf
Der Appelbach entspringt im Nordpfälzer Bergland südwestlich des Donnersberges, etwa einen Kilometer nordöstlich von Falkenstein an der Westflanke des Kübelbergs auf einer Höhe von 395 m ü. NHN. 
Von hier aus fließt er vorrangig in nördliche Richtungen. Nachdem er die Ortschaften Würzweiler, Gerbach, Sankt Alban, Gaugrehweiler, Oberhausen an der Appel, Münsterappel und Niederhausen an der Appel durchflossen hat, erreicht der Appelbach die Rheinhessische Schweiz. Im nun engen Tal liegen Tiefenthal und Neu-Bamberg.
Zwischen Neu-Bamberg und Wöllstein geht das Pfälzer Bergland in das Rheinhessische Hügelland über. Unterhalb von Wöllstein mündet von rechts der Dunzelbach, der wichtigste Nebenfluss des Appelbachs. Im Unterlauf durchläuft er noch Badenheim, Pfaffen-Schwabenheim und Planig, bevor der Appelbach gegenüber von Bretzenheim auf 98 m ü. NHN von rechts in die Nahe mündet.
Nach seinem 39,6 km langen Weg mit mittlerem Sohlgefälle von 7,5 ‰ mündet der Appelbach 297 Höhenmeter unterhalb seines Ursprungs.

### Einzugsgebiet
Das 174,615 km² große Einzugsgebiet des Appelbachs wird von ihm über Nahe und Rhein in die Nordsee entwässert und gehört deshalb zum Flusssystem des Rheins.
Es grenzt
- im Osten an das Einzugsgebiet des Wiesbachs, der weiter abwärts ebenfalls in die Nahe mündet;
- im Südosten an das der Pfrimm, die in den Oberrhein mündet und
- im Westen an das des Nahe-Zuflusses Alsenz weiter aufwärts.

Die höchste Erhebung ist der Donnersberg mit einer Höhe von 686,5 m ü. NHN im Südosten des Einzugsgebiets.

### Nebenflüsse
Wichtigster Nebenfluss ist der Dunzelbach mit einem Einzugsgebiet von 30,3 km². Weitere Nebenflüsse mit einem Einzugsgebiet von mehr als 10 km² sind Gerbach, Gutenbach und Ellerbach.
Im Folgenden wird in der Reihenfolge von dessen Quelle zu dessen Mündung eine Auswahl derjenigen Nebenflüsse des Appelbachs aufgelistet, die von der Wasserwirtschaftsverwaltung Rheinland-Pfalz erfasst wurden. Angegeben ist jeweils die orografische Lage der Mündung, die Länge, die Größe des Einzugsgebiets, die Höhenlage der Mündung und die Gewässerkennzahl. Zur leichteren Lesbarkeit der letzten wurde in sie hinter dem allen Zuflüssen des Appelbachs gemeinsamen Präfix ein Trenner (-) eingefügt.
| Name              | Lage   | Länge [km] | Einzugs- gebiet [km²] | Mündungs- höhe [m ü. NHN] | DGKZ      |
| ----------------- | ------ | ---------- | --------------------- | ------------------------- | --------- |
| Mordkammertalbach | rechts | 3,8        | 08,875                | 322                       | 25494-120 |
| Tiefenbach        | rechts | 1,3        | 01,313                | 273                       | 25494-140 |
| Gerbach           | rechts | 4,2        | 11,154                | 252                       | 25494-200 |
| Stößbach          | rechts | 1,7        | 01,383                | 242                       | 25494-312 |
| Erlengraben       | links  | 1,0        | 01,932                | 241                       | 25494-320 |
| Dörrnbach         | rechts | 1,0        | 00,951                | 234                       | 25494-340 |
| Gutenbach         | rechts | 6,3        | 10,124                | 209                       | 25494-400 |
| Grundbach         | rechts | 3,3        | 04,773                | 197                       | 25494-520 |
| Nonnbach          | rechts | 1,2        | 01,518                | 191                       | 25494-540 |
| Feilerbach        | links  | 2,4        | 02,992                | 191                       | 25494-560 |
| Fürfelderbach     | links  | 2,1        | 06,598                | 166                       | 25494-580 |
| Ellerbach         | links  | 6,5        | 10,330                | 149                       | 25494-600 |
| Dunzelbach        | rechts | 7,7        | 30,365                | 125                       | 25494-800 |
| Karlebach         | links  | 6,0        | 08,771                | 116                       | 25494-920 |
| Hackenheimerbach  | links  | 3,6        | 05,646                | 107                       | 25494-940 |